# Varmvattencirkulation
Genom att i en byggnad ha varmvattencirkulation, förkortat VVC, minskar man tiden från att en brukare öppnat kranen till att man får tillräckligt varmt vatten.

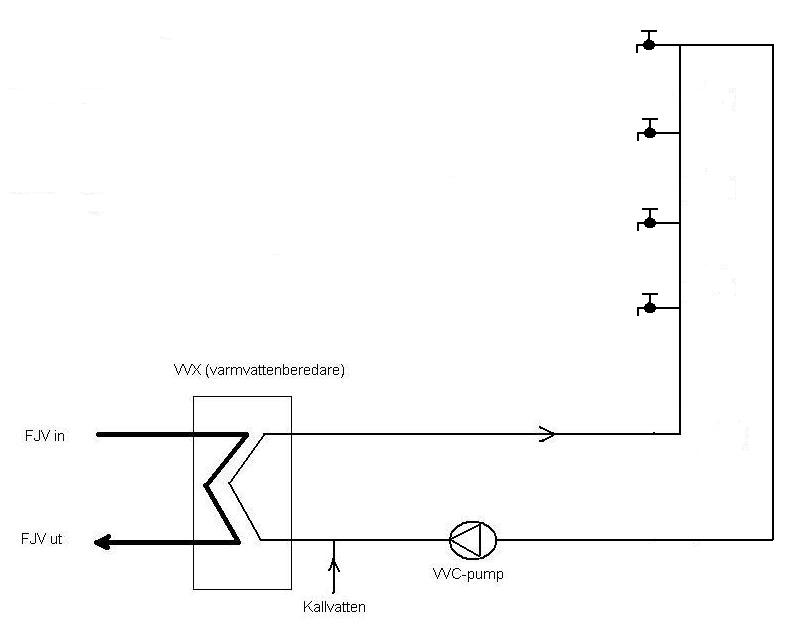
Enkel bild över VVC:n i en byggnad

I ett flerbostadshus med fjärrvärme som värmekälla är varmvattenberedaren (VVB) oftast belägen i källaren varifrån varmvattnet leds till lägenheterna via vattenrör. I en byggnad med många lägenheter kan det därför handla om stora volymer vatten som finns i röret mellan VVB:n och tappställena, speciellt till sista tappstället. Om man försöker tappa varmvatten utan VVC (och utan att tappning skett under en längre period, till exempel över natten) innebär det att man först måste tömma hela den avkylda volymen vatten som finns i röret innan man kan få tillräckligt varmt vatten till tappstället. I vissa fall kan det handla om en väntetid på flera minuter.
Genom att ha varmvattencirkulation kompenseras avkylningen från rören genom att ständigt cirkulera vattnet genom växlaren där den får ett värmetillskott och håller tillräcklig hög temperatur, oftast >50°C för att motverka risker för legionella.

## Energiförluster
Eftersom varmt vatten cirkuleras så förloras energi konstant från rören. En del av energin som strålar ut från rören kommer att bidra till byggnadens uppvärmning och brukar därför inte räknas med när man talar om energiförluster. Det är vanligt att räkna med att ca 50% av värmen som strålar ut från vattenledningen bidrar till meningsfull uppvärmning. Det är vanligt att man som schablonvärde anger en förlust på ca 4 kWh/m2,år för nybyggnation. I en undersökning gjord av BeBo så visade det sig dock att förlusterna kan variera kraftigt beroende på hur systemet är konstruerat och isolerat. I praktiken kan VVC-förlusterna vara betydande . I vissa fall kan de vara lika stora som hela värmebehovet för varmvatten.